# Charles Goldner
Charles Goldner, bis 1938 Carl Goldner bzw. Karl Goldner (* 7. Dezember 1900 in Wien, Österreich-Ungarn; † 15. April 1955 in London, Vereinigtes Königreich) war ein österreichischer Schauspieler und Theaterregisseur an deutschsprachigen Bühnen (Österreich, Deutschland, Schweiz) sowie ein Filmschauspieler in Großbritannien.

## Leben und Wirken
Goldner erhielt seine künstlerische Ausbildung gleich nach dem Ersten Weltkrieg in seiner Heimatstadt Wien und wirkte seit Beginn der 1920er Jahre zunächst als Sänger an österreichischen Bühnen wie etwa in Salzburg, gegen Ende des Jahrzehnts auch als Sänger, Schauspieler und Spielleiter an deutschen Bühnen wie etwa Pforzheim. Seit Beginn der 1930er Jahre war er durchgehend an Schweizer Spielstätten engagiert und trat dort am Stadttheater wie auch am Schauspielhaus sowohl als Regisseur (bei Revuen bzw. Operetten wie Ball im Savoy, Grüezi, Hopsa, Grete im Glück und 3 mal Georges) als auch als Schauspieler in Erscheinung. Nach der letzten nachweislichen Spielzeit 1937/38 verließ Carl Goldner die Schweiz und übersiedelte am Vorabend des Zweiten Weltkriegs nach Großbritannien.
Dort setzte er seine Bühnenarbeit fort und trat mit Beginn der 1940er Jahre auch regelmäßig mit kleinen Rollen vor die Kamera. Zu Charles Goldner anglisiert, war der österreichische Künstler mit dem markanten, welligen Haar eine kontinuierlich leinwandpräsente Charge im britischen Unterhaltungsfilm. Goldner spielte vor allem Ausländer aller Arten (Russen, Deutsche, Polen, Italiener, Spanier usw.), nach dem Krieg auch mehrfach Generäle und andere Offiziere. 1954 führte ihn ein Bühnen- (The Girl in Pink Tights) sowie ein Filmengagement (Der Favorit mit Kirk Douglas) in die Vereinigten Staaten. Wenig später starb Carl/Charles Goldner in seiner britischen Wahlheimat.
Der Schauspieler war mit der britischen Berufskollegin Maureen Leslie verheiratet.

## Filmografie
- 1940: Room for Two
- 1942: The Seventh Survivor
- 1944: Mr. Emmanuel
- 1945: Flight from Folly
- 1946: The Laughing Lady
- 1947: Brighton Rock
- 1948: Straße des Lebens (Bond Street)
- 1948: Graf Cagliostro (Black Magic)
- 1948: Bonnie Prince Charlie
- 1949: Der Spielteufel (Third Time Lucky)
- 1949: Dear Mr. Prohack
- 1949: Haus der Sehnsucht (Give Us This Day)
- 1949: Graf Cagliostro (Black Magic)
- 1950: Graf Orloffs gefährliche Liebe (Shadow of the Eagle)
- 1951: Geheimdienst schlägt zu (I'll Get You for This)
- 1951: Dakapo (Encore)
- 1951: La rivale dell‘imperatrice
- 1951: Die Verblendeten (Secret People)
- 1952: Treffpunkt Moskau (Top Secret)
- 1953: Der Schlüssel zum Paradies (The Captain’s Paradise)
- 1953: Der Freibeuter (The Master of Ballantrae)
- 1953: Abenteuer in Algier (South of Algiers)
- 1953: Flammende Sinne (Flame and the Flesh)
- 1954: Duell im Dschungel (Duel in the Jungle)
- 1954: Das Ende einer Affaire (The End of the Affair)
- 1954: Der Favorit (The Racers)